# ۲۱۸ (عدد)
۲۱۸ یک عدد طبیعی است که بعد از ۲۱۷ و قبل از ۲۱۹ قرار دارد.